# 라디오스타 (KBS청주방송총국)
이해수의 라디오스타는 KBS청주 해피FM에서 평일 저녁 7시부터 저녁 8시까지 방송되었던 라디오 프로그램이다. 2024년 2월 2일 자로 6년 만에 폐지되었다.

## 역대 DJ
- 2018년 1월 29일 ~ 2018년 8월 31일 : 이해수 아나운서 (1차)
- 2018년 9월 3일 ~ 2020년 7월 10일 : 양문석 아나운서
- 2020년 7월 13일 ~ 2021년 3월 26일 : 최인희 아나운서
- 2021년 3월 29일 ~ 2024년 2월 2일 : 이해수 아나운서 (2차)

## 코너

### 매일 코너
- 사연과 신청곡

### 요일별 코너
- 월요일 : 라스 라떼 차트 : 라라차트
- 화요일 : 라스 당·일·베·송  / 어쩌다 라이브 : 어? 라이브!
- 수요일 : 백 투 더 팝
- 목요일 : 내 마음의 풍금새
- 금요일 : 앨리스의 별별책

## 같이 보기
- KBS청주방송총국